# スウェーデン関係記事の一覧
スウェーデン関係記事の一覧（スウェーデンかんかんけいきじのいちらん）は、スウェーデンに関係のある記事の一覧。

## あ行
- 秋のソナタ（映画）
- アクチエボラグ
- あこがれ美しく燃え（映画）
- アトミック・スウィング
- アンリーシュド（バンド）
- イェータ運河
- イェータランド
- イェーテボリ ⇒ ヨーテボリ
- イェーテボリ級コルベット
- イェーテボリ交響楽団 ⇒エーテボリ交響楽団
- イェーテボリ大学 ⇒ヨーテボリ大学
- イェーテボリ中央駅 ⇒ヨーテボリ中央駅
- イェーテボリ美術館
- イケア
- 移民者たち（映画）
- ウプサラ
- ウプサラ県
- ウプサラ県ランスティング
- ウプサラ大学
- ウプサラ大学図書館
- ウプサラ中央駅
- ウプサラ天文台
- ウプサラの神殿（現在は存在しない）
- ウメオ（都市）
- ウメオ大学
- エーテボリ交響楽団
- エーランド島
- エーランド島南部の農業景観
- エンゲルスバーリ製鉄所
- オーディン (人工衛星)
- オレフォス・グラスブリュック（企業）
- オングストローム

## か行
- 海賊党 (スウェーデン)
- ガムラ・ウプサラ
- ガムラスタン
- 仮面舞踏会 (ヴェルディ)（オペラ）
- カリソルブ
- カール16世グスタフ (スウェーデン王)
- カールスクルーナ
- カルタ・マリナ（ウプサラ大学図書館が保管する古地図）
- カール・フィリップ (ヴェルムランド公) - スウェーデン王子
- カール・ラーション・ゴーデン
- カロリンスカ研究所
- ガンブロ
- ガンメルスタードの教会街
- グスタヴ・ヴァーサのストックホルム入城（絵画）
- グランドホテル (ストックホルム)
- グリプスホルム城
- グーロ（伝説の怪物）
- グローナルンド遊園地
- 警官殺し（小説）
- 洪水のあと（小説）
- ゴシップ (2000年のスウェーデン映画)
- ゴットランド
- ゴットランド島

## さ行
- サクリファイス (1986年の映画)
- 叫びとささやき
- サーブ・オートモービル（自動車メーカー）
- サラバンド (映画)
- 自然歴史博物館 (スウェーデン)
- シュトルーヴェの測地弧
- ショー・ミー・ラヴ（映画）
- 蒸発した男（小説）
- 処女の泉（映画）
- シルバ・スウェーデン（企業）
- スウェーディッシュ・ラップフンド（犬種）
- スウェーデン
- スウェーデン・アカデミー
- スウェーデンアカデミー辞典
- スウェーデン沿岸警備隊
- スウェーデン王立音楽アカデミー
- スウェーデン王立科学アカデミー
- スウェーデン王立工科大学
- スウェーデン海軍
- スウェーデン海軍艦艇一覧
- スウェーデン学派
- スウェーデングランプリ
- スウェーデン・クローナ
- スウェーデン軍
- スウェーデン君主一覧
- スウェーデン系アメリカ人
- スウェーデン系カナダ人
- スウェーデン系フィンランド人
  - スウェーデン系フィンランド人の一覧
- スウェーデン語
- スウェーデン国際開発協力庁
- スウェーデン国防電波局
- スウェーデン国立銀行
- スウェーデン国立美術館
- スウェーデン国立歴史博物館
- スウェーデン語版ウィキペディア
- スウェーデン室内管弦楽団
- スウェーデン社会民主労働党
- スウェーデン人
  - スウェーデン人の一覧
- スウェーデン水陸両用軍団
- スウェーデン・ソーラー・システム
- スウェーデン・テレビ
- スウェーデンにおけるアルコール飲料
- スウェーデンによるアメリカ大陸の植民地化
- スウェーデン・ノヴゴロド戦争
- スウェーデンの映画
- スウェーデンの教育
- スウェーデンの行政機関
- スウェーデンの県
- スウェーデンの原子爆弾開発
- スウェーデンの憲法
- スウェーデンの交通
- スウェーデンの交通事業者一覧
- スウェーデンの国章
- スウェーデンの国旗
- スウェーデンの首相
- スウェーデンの世界遺産
- スウェーデンの地方
- スウェーデンのビルギッタ
- スウェーデンの副首相（英語版）
- スウェーデンのユーロビジョン・ソング・コンテスト
- スウェーデン＝ノルウェー
- スウェーデンの歴史
- スウェーデン東インド会社
- スウェーデンヒルズ
- スウェーデンフィギュアスケート選手権
- スウェーデン＝フィンランド
- スウェーデン・ブランデンブルク戦争
- スウェーデン放送交響楽団
- スウェーデン・ポーランド戦争
- スウェーデン民主党
- スウェーデン・ラジオ
- スウェーデンリレー
- スウェーデン陸軍
- スウェーデン陸軍博物館
- スウェーデン暦 - 2月30日
- スカンジナビア (客船)
- スカンジナビア航空（本社はストックホルム）
- スコーグスシュルコゴーデン
- スコーネ
- スコーネ県
- スコーネ地方
- スタヴ (スウェーデン) - エーケレー市の一地区
- ストックホルム
- ストックホルム・アーランダ空港
- ストックホルム・スタディオン
- ストックホルムオリンピック
- ストックホルム音楽大学
- ストックホルム級コルベット
- ストックホルム宮殿
- ストックホルム近代美術館
- ストックホルム空港
- ストックホルム・グローブ・アリーナ
- ストックホルム県
- ストックホルム県ランスティング
- ストックホルム国際映画祭
- ストックホルム国際博覧会
- ストックホルム国際博覧会 (1936年)
- ストックホルム国際博覧会 (1949年)
- ストックホルム国際平和研究所
- ストックホルム・コンサートホール
- ストックホルム市庁舎
- ストックホルム商科大学
- ストックホルム条約
- ストックホルム・スカブスタ空港
- ストックホルム総合芸術及び産業博覧会
- ストックホルム大学
- ストックホルム地下鉄
- ストックホルム中央駅
- ストックホルム天文台
- ストックホルムの血浴
- ストックホルムの密使（ストックホルムを舞台にした日本の小説）
- ストックホルム・ブロンマ空港
- ストックホルム・ヴェステロース空港
- スヴェアランド
- スヴェンスカ・ダーグブラーデット（新聞）
- スンツヴァル（都市）
- スンドボーン（村）
- セーデルマンランド県

## た行
- 第七の封印 (映画)
- ダーゲンス・ニュヘテル（新聞）
- ターヌムの岩絵群
- ダーラナ県
- 沈黙 (1963年の映画)
- テゴマス（Tegomass。スウェーデンで先行デビューしたジャニーズ事務所のユニット）
- データサーブ（電算機メーカー）
- データサーブ D2（電子計算機）
- テロリスト (マルティン・ベック)（小説）
- 冬至の生贄（絵画）
- ドロットニングホルム宮殿

## な行
- ナグルファー（バンド）
- 夏の夜は三たび微笑む（映画）
- ニュースウェーデン
- 野いちご（映画）
- ノーディスカ・コンパニー（デパート）
- ノーベル賞
- ノールランド

## は行
- 白人アーリア抵抗
- ヴァドステーナ修道院
- バッテンフォール（電力会社）
- ハット党戦争 ⇒ ロシア・スウェーデン戦争 (1741年-1743年)
- バルト帝国
- ヴァレンベリ家
- ビルカ
- ヴァランドスクールオブファインアート（アートスクール）
- ヴァールベリの無線局
- ヴィクトリア (スウェーデン王女)
- ヴィスビュー
- ファニーとアレクサンデル（映画）
- ファールン
- ファールン市
- フェノスカンジア
- フォルスマルク原子力発電所
- ブーヒュースレーン地方
- ブー・カスペルス・オルケステル（バンド）
- ブレーキンゲ地方
- フロストバイト（映画）
- ヘイトクライム
- ヘーガ・クステンとクヴァルケン群島
- ベクショー大学
- ヴェステルノールランド県
- ヴェストマンランド県
- ヴェッテルン湖
- ヴェーネルン湖
- ヘルヴォルとヘイズレク王のサガ
- ペレ (映画)
- ベルナドッテ王朝
- ホーヴゴーデン
- ボリンダー＝ムンクテル（企業）
- ボルボ

## ま行
- マイライフ・アズ・ア・ドッグ（映画）
- 魔笛 (1975年の映画)
- マデレーン (スウェーデン王女)
- マルメ（都市）
- マルメ MFI-10
- マルメ大学
- みじかくも美しく燃え（映画）
- 密室 (マルティン・ベック)（小説）
- メイド論争
- メーデルパッド地方
- メーラレン湖

## や行
- やかまし村の子どもたち（映画）
- やかまし村の春・夏・秋・冬（映画）
- ユールゴーデン
- ユールゴーデンIF（スポーツクラブ）
- ユングリング家のサガ
- ヨーテボリ（都市）
- ヨーテボリ交響楽団 ⇒エーテボリ交響楽団
- ヨーテボリ大学
- ヨーテボリ中央駅
- ヨハン・スクデ政治学賞
- 歓びを歌にのせて（映画）
- ヨンショーピング県
- ヨンショーピング市

## ら行
- ラポニア地域
- ランスティング (スウェーデン)（地方自治体の一種）
- リッラ・ヒュットネース（カール・ラーションの暮らした家） ⇒カール・ラーション・ゴーデン
- リリア 4-ever（映画）
- リリエバルク美術館
- リンショーピング大学
- ルンド（都市）
- ルンド大学
- ロシア・スウェーデン戦争（18世紀と19世紀にロシア帝国とスウェーデン王国との間で行われた戦争）
  - ロシア・スウェーデン戦争 (1741年-1743年)（ハット党戦争、ハット戦争とも）
  - 第一次ロシア・スウェーデン戦争（1788年から1790年まで）
  - 第二次ロシア・スウェーデン戦争 （1808年から1809年まで）
- ロゼアンナ（小説）

## わ行
- 笑う警官 (マルティン・ベック)（小説）

## 羅数字
- .se（国別コードトップレベルドメイン）
- ABC 80（コンピュータ）
- ABC 800（コンピュータ）
- AIKソルナ（スポーツクラブ）
- BARK（コンピュータ）
- BESK（コンピュータ）
- Compis（コンピュータ）
- GENSE（カトラリーブランド）
- SAAB（航空機メーカー）
  - 主な軍用機：サーブ 17 - サーブ 21 - サーブ 29 トゥンナン - サーブ 32 ランセン - サーブ 35 ドラケン - サーブ 37 ビゲン - サーブ 39 グリペン
  - 主な民間機：サーブ 90 スカンディア - サーブ MFI-15 - サーブ 105 - サーブ 340 - サーブ 2000
- SARA（コンピュータ）